# Spit, Kick, Revolt.
Spit, Kick, Revolt. es el álbum debut de la banda Irlandesa de metalcore, Follow My Lead. El álbum salió el 17 de junio de 2016 pero un día antes fue liberado en Youtube y Spotify para poder ser escuchado. 
También está disponible en iTunes.

## Historia
Luego de la partida del primer cantante, Mattie Foxx, la banda tuvo que parar el proyecto que estaban elaborando y eso lo llevó a romper contrato con Fearless Records. Luego de eso, la banda anunció audiencias para buscar un cantante, es allí donde entra Danny Bochkov, también de Irlanda. 
Cuando oficializaron por Facebook que Danny era parte de la banda también comenzaron a reinventar su álbum debut. 
Luego de conseguir contrato con InVogue Records y tener los últimos detalles de dicho álbum, publicaron su primer single de este, junto con video musical el cual sería el primero junto con Danny.

## Videos musicales
El primer video del álbum es Jugular, publicado el 11 de abril de 2016. Este se convertiría en el primer video junto a Danny Bochkov, el cual fue aceptado rápidamente por los fanes que también dieron muy buenas críticas de dicho vídeo y canción.

## Lista de canciones
| Spit, Kick, Revolt. |                                   |          |  |
| N.º                 | Título                            | Duración |  |
| 1.                  | «Burning Man»                     | 3:16     |  |
| 2.                  | «Jugular»                         | 4:13     |  |
| 3.                  | «Vir(us)»                         | 3:55     |  |
| 4.                  | «Half-Cut»                        | 3:55     |  |
| 5.                  | «Charcoal»                        | 5:37     |  |
| 6.                  | «Of The Father And The Faithless» | 4:48     |  |
| 7.                  | «Caustic»                         | 4:55     |  |
| 8.                  | «Brain Storm»                     | 4:39     |  |
| 9.                  | «Skyguard»                        | 4:43     |  |
| 10.                 | «Abusement Park»                  | 5:17     |  |
| 11.                 | «Tsunami»                         | 4:52     |  |
| 50:06               |                                   |          |  |

## Créditos y personal
Follow My Lead
- Danny Bochkov - Voz
- Declan Graham - Bajo y Coros
- Niall Friel - Guitarra líder
- William Woods - Batería
- Robbie Thorne - Guitarra rítmica y Coros

Producción
Follow My Lead - Producción